# Тифин (Ајова)
Тифин (енгл. Tiffin) град је у америчкој савезној држави Ајова. По попису становништва из 2010. у њему је живело 1.947 становника.

## Демографија
Према попису становништва из 2010. у граду је живело 1.947 становника, што је 972 (99,7%) становника више него 2000. године.
| Група             | 2000.       | 2010.         |
| Белци             | 913 (93,6%) | 1.743 (89,5%) |
| Афроамериканци    | 19 (1,9%)   | 49 (2,5%)     |
| Азијати           | 13 (1,3%)   | 31 (1,6%)     |
| Хиспаноамериканци | 23 (2,4%)   | 70 (3,6%)     |
| Укупно            | 975         | 1.947         |